# 驹场公园 (目黑区)
駒場公園（（日語））是日本東京都目黒区的一个公園。由于旧侯爵前田利為宅邸仍然存在，因此有时被称为旧前田邸。昭和初期建造的洋館（西式建筑）与和館（日式建筑）都保存完好，于2013年指定为国家重要文化財，名称为旧前田家本邸。

## 历史
明治时期，当地一带曾设有驹场农学校。该校后来成为东京帝国大学农学部，并迁至本乡（文京区弥生）。相反，原本在本乡拥有宅邸的旧加贺藩主家族——华族前田侯爵家迁至此处。作为第16代家主前田利为侯爵的驹场本邸，西式馆于1929年（昭和4年）竣工，和式馆于1930年（昭和5年）竣工。1942年（昭和17年），前田利因事故去世后，宅邸转手他人，一度成为中岛飞机公司的总部。
战后，宅邸被美军接管，在1957年（昭和32年）解除接管前的12年间，曾被用作盟军远东军司令官的官邸等。
此后，1964年（昭和39年）成为东京都的财产。宅邸地被整修为公园，并于1967年（昭和42年）作为东京都立驹场公园开放。1975年（昭和50年）移交目黑区管理。
公园开放的1967年（昭和42年），西式馆内开设了东京都近代文学博物馆，虽于2002年（平成14年）3月闭馆，但建筑仍对公众开放（免费）。同时，在公园一角设立了日本近代文学馆，可查阅与日本近代文学相关的资料（收费）。

## 概要
- 主要设施
  - 旧前田家本邸（洋馆·和馆）
  - 草地广场
  - 日本近代文学馆
- 面积：40,396平方米（作为目黑区立公园，拥有最大面积）。
  - 国有地无偿化借贷面积：32,369.02平方米。

## 旧前田家本邸

### 洋馆
作为前田利为的本邸，于1929年（昭和4年）竣工。设计委托给东京帝国大学的塚本靖教授，实际设计由宫内省内匠寮的高桥贞太郎负责。
建筑风格为英国都铎式，入口门廊的扁平拱门也体现了这一特点。由于是震灾后的设计，采用了钢筋混凝土结构，外壁以当时流行的刮痕瓷砖装饰。内部装饰有意大利产大理石壁炉和柱子、法国丝绸织物、英国家具等。据说完工时装饰了古今中外的美术品，被誉为东洋第一的私人宅邸。
2018年（平成30年）10月27日，西式馆经过翻新重新开放，整修为可用于接待、沙龙音乐会、会议等用途。作为翻新纪念活动，“东京文化遗产周2018”于10月27日至11月4日期间举办，东馆与和馆之间的连廊及东庭壁泉特别对外开放。

目前部分区域（1楼和2楼的开放部分）对公众开放。

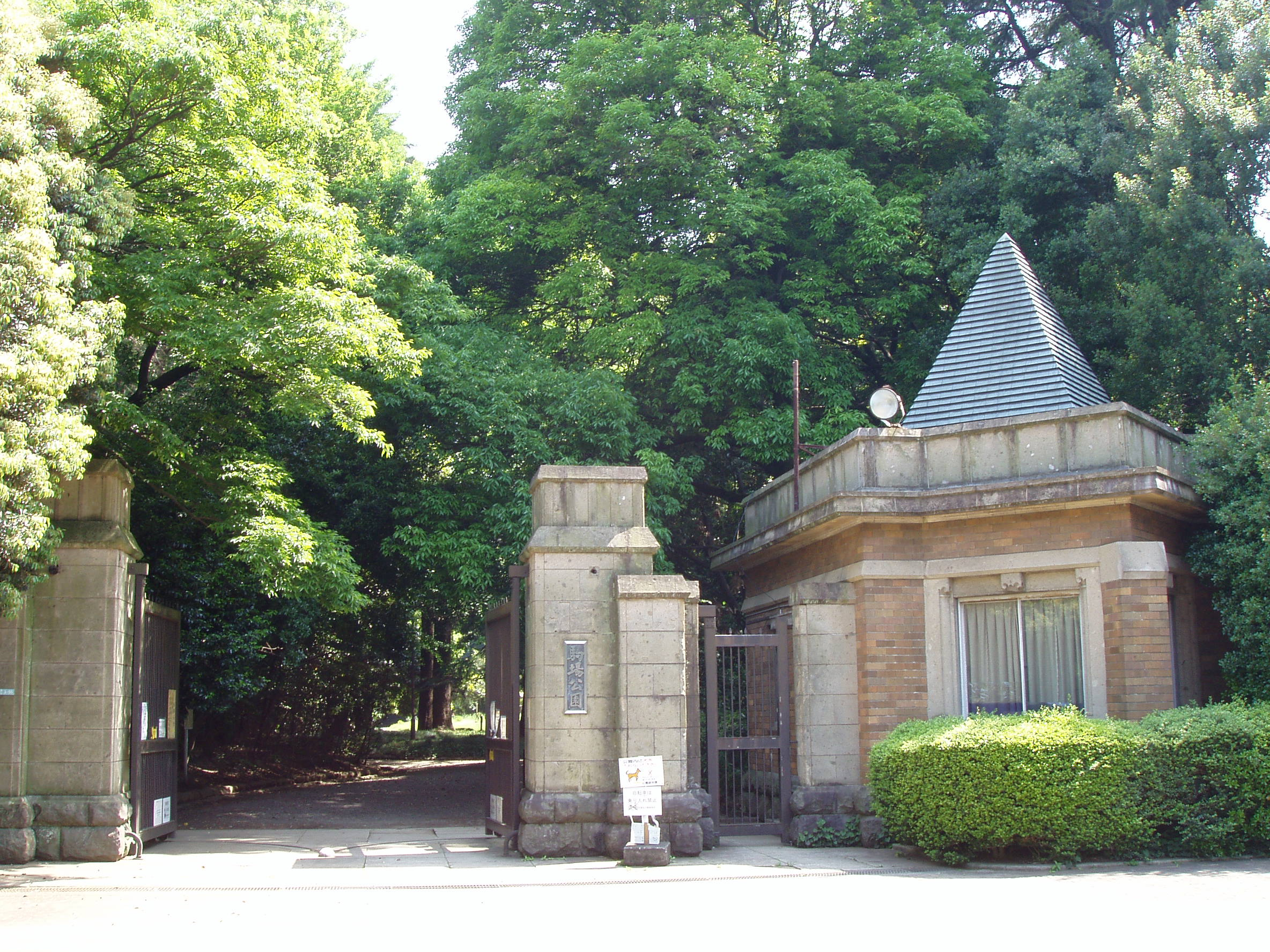
駒場公園正門（旧前田家本邸正門）、国の重要文化財（2008年5月21日撮影）
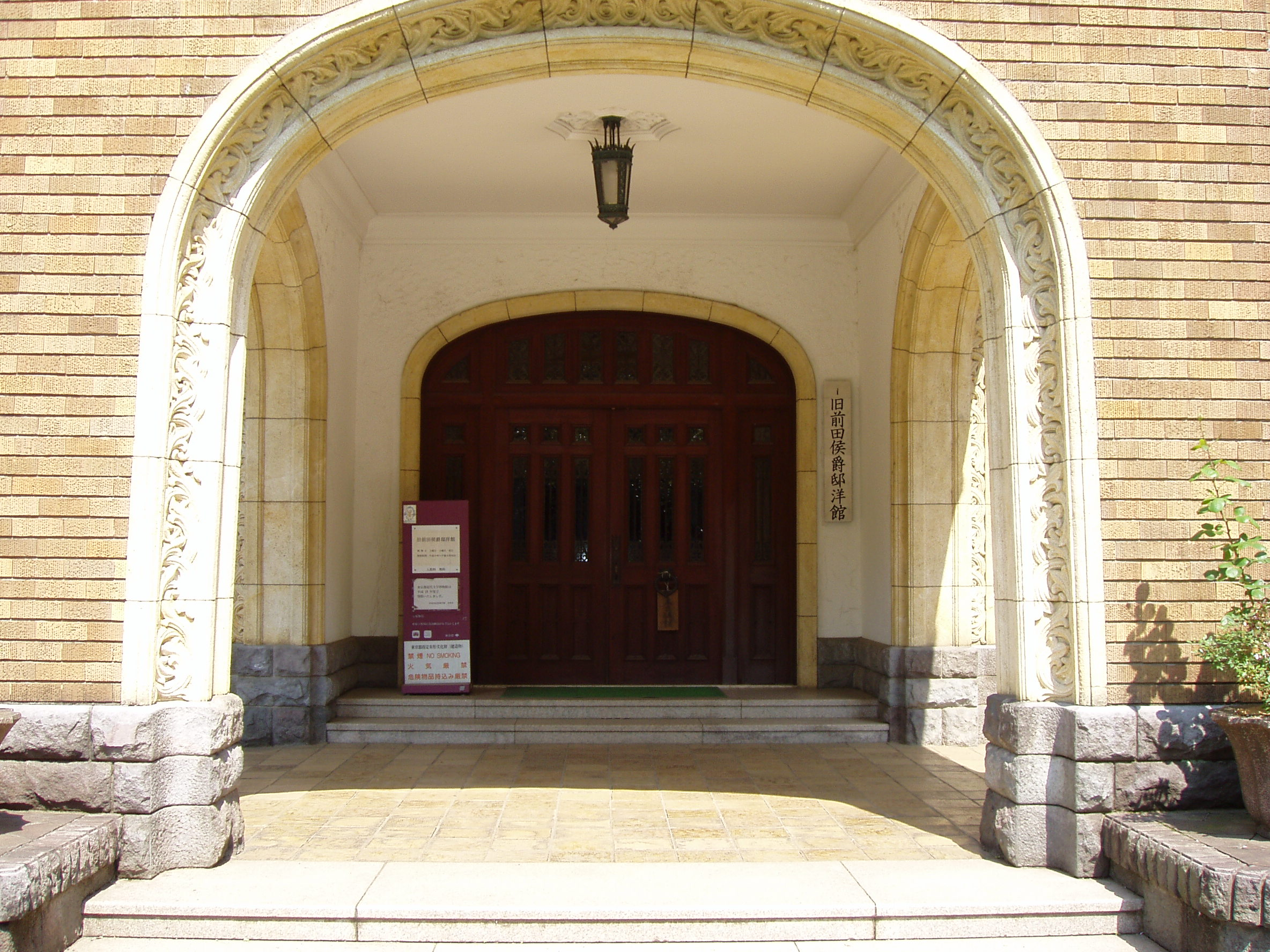
洋館の玄関（2008年5月21日撮影）
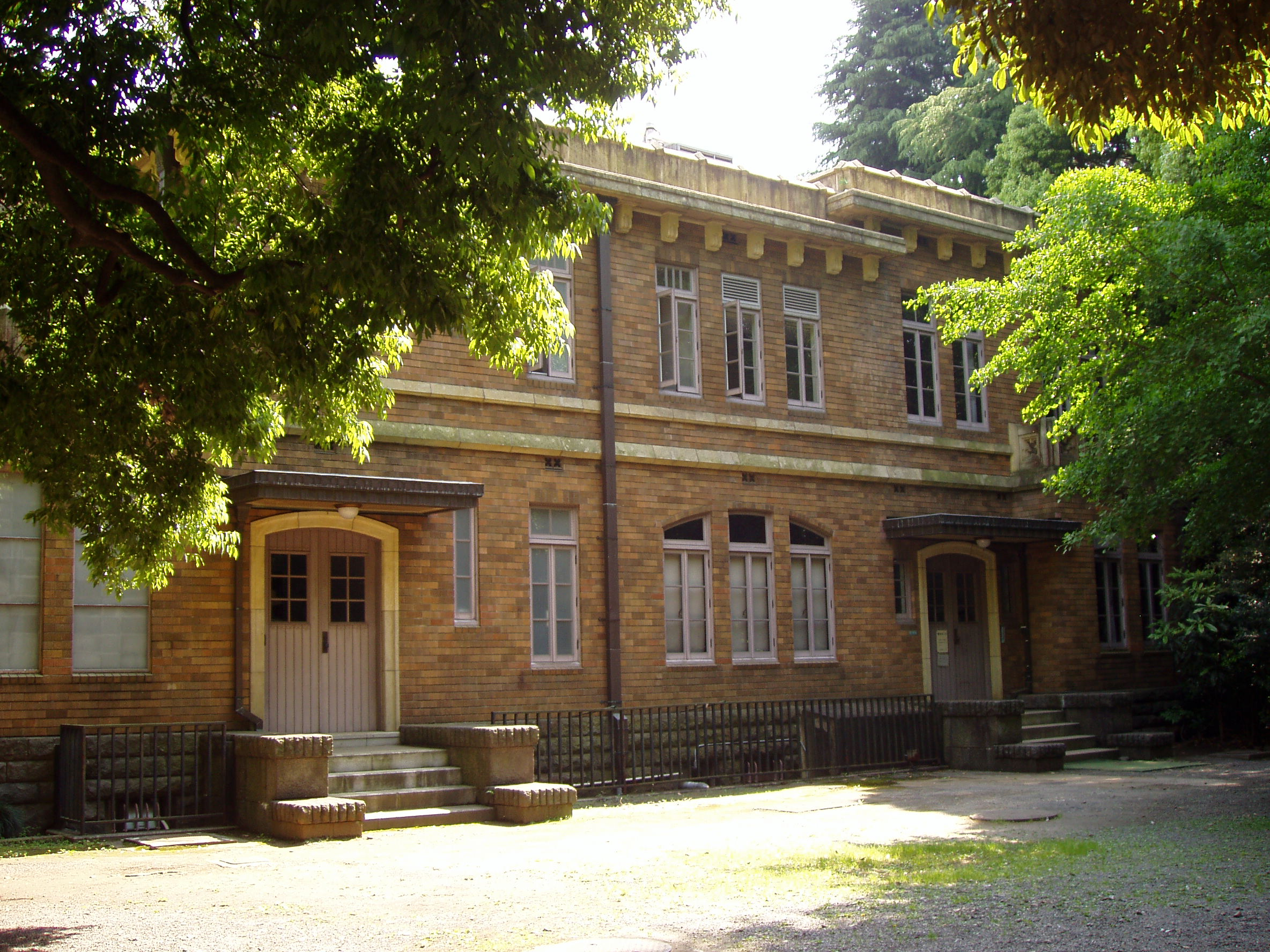
洋館の外観（2008年5月21日撮影）
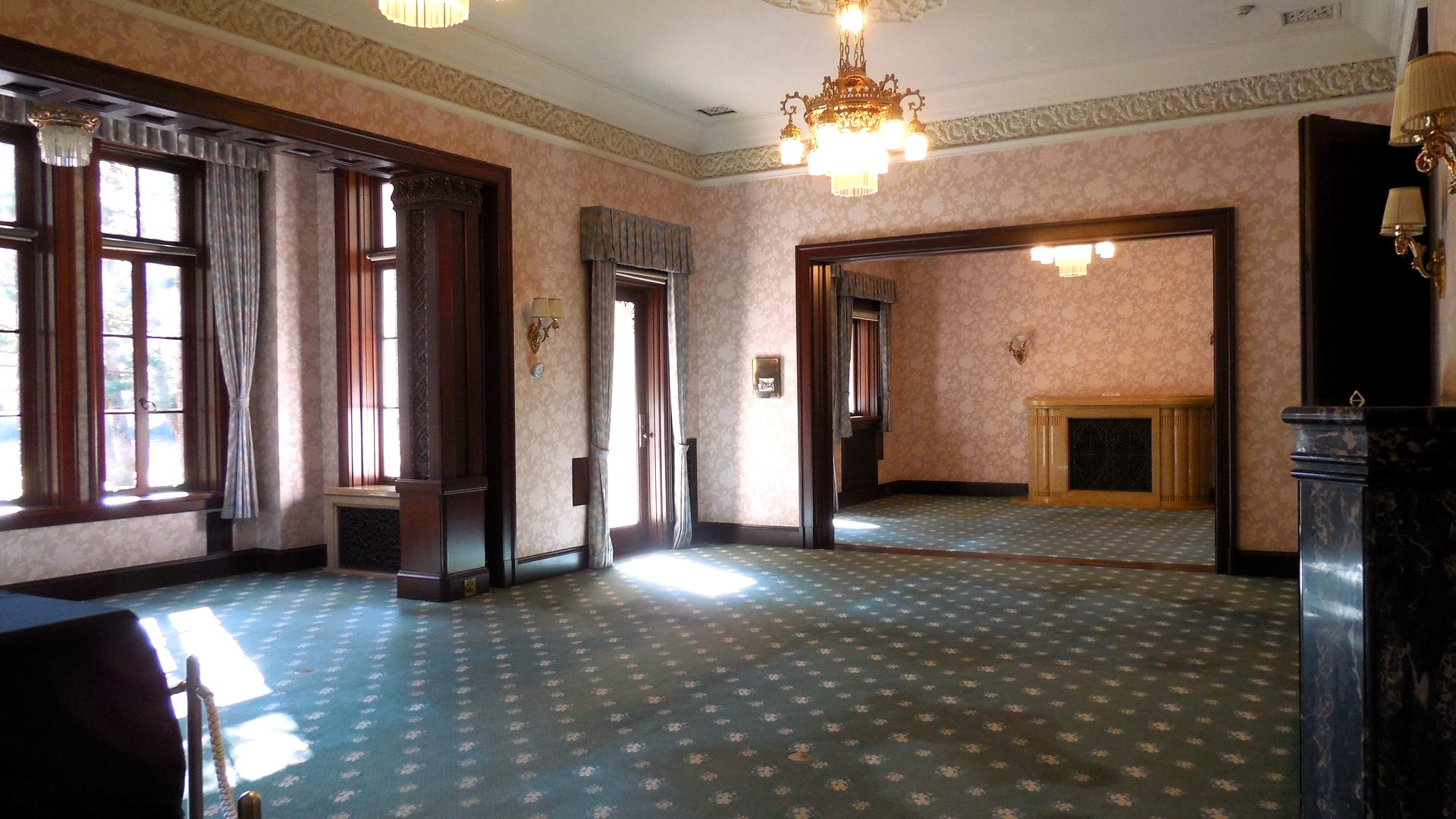
洋館内部（1階大客室）
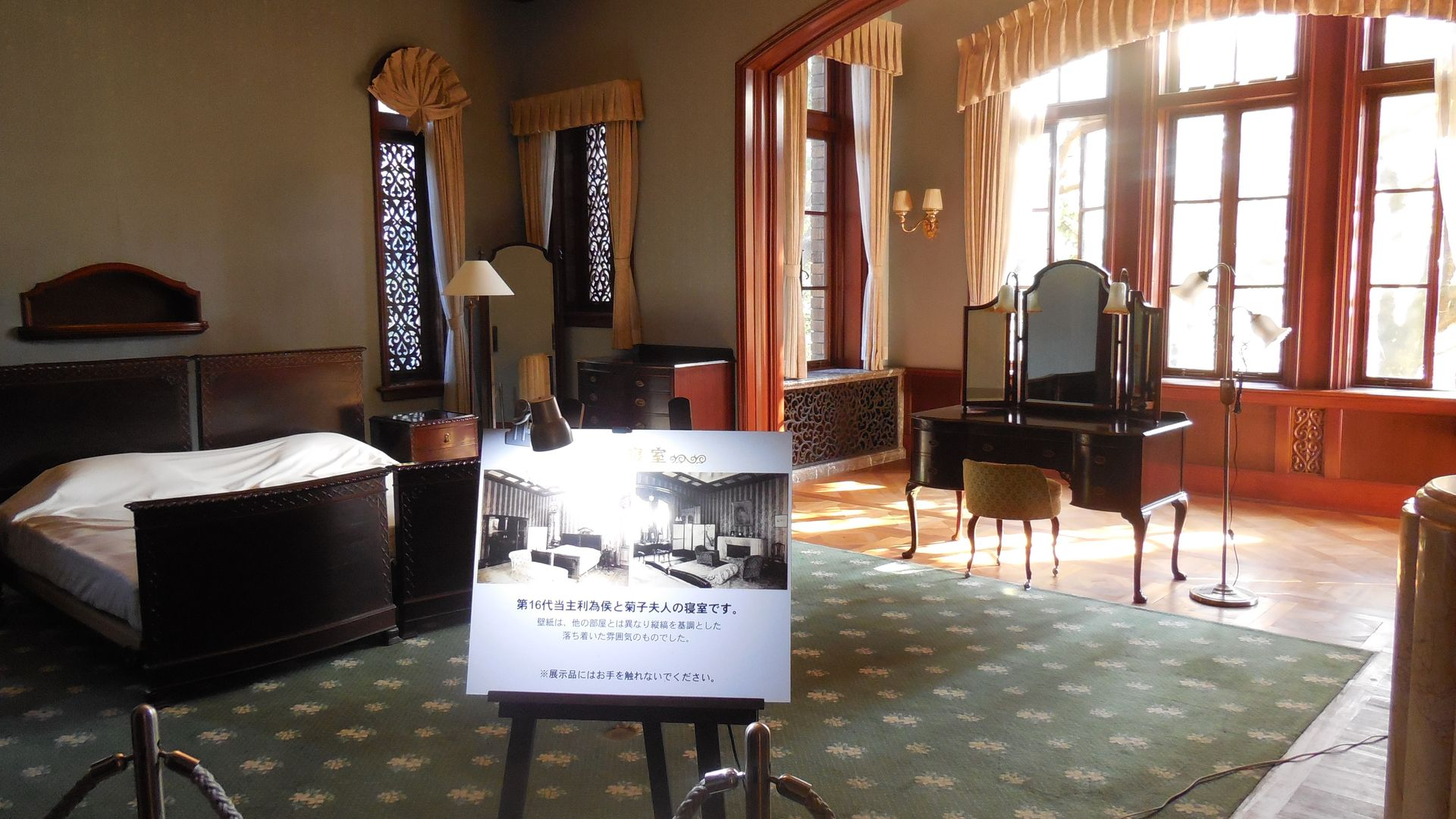
洋館内部（2階寝室）

### 和馆
作为接待用途的书院造和风建筑，于1930年（昭和5年）竣工。设计由帝室技艺员佐佐木岩次郎负责。据说是曾在伦敦担任武官的前田利为接待海外宾客而建，汇集了日本建筑的精华，如错层架和透雕的栏间等。

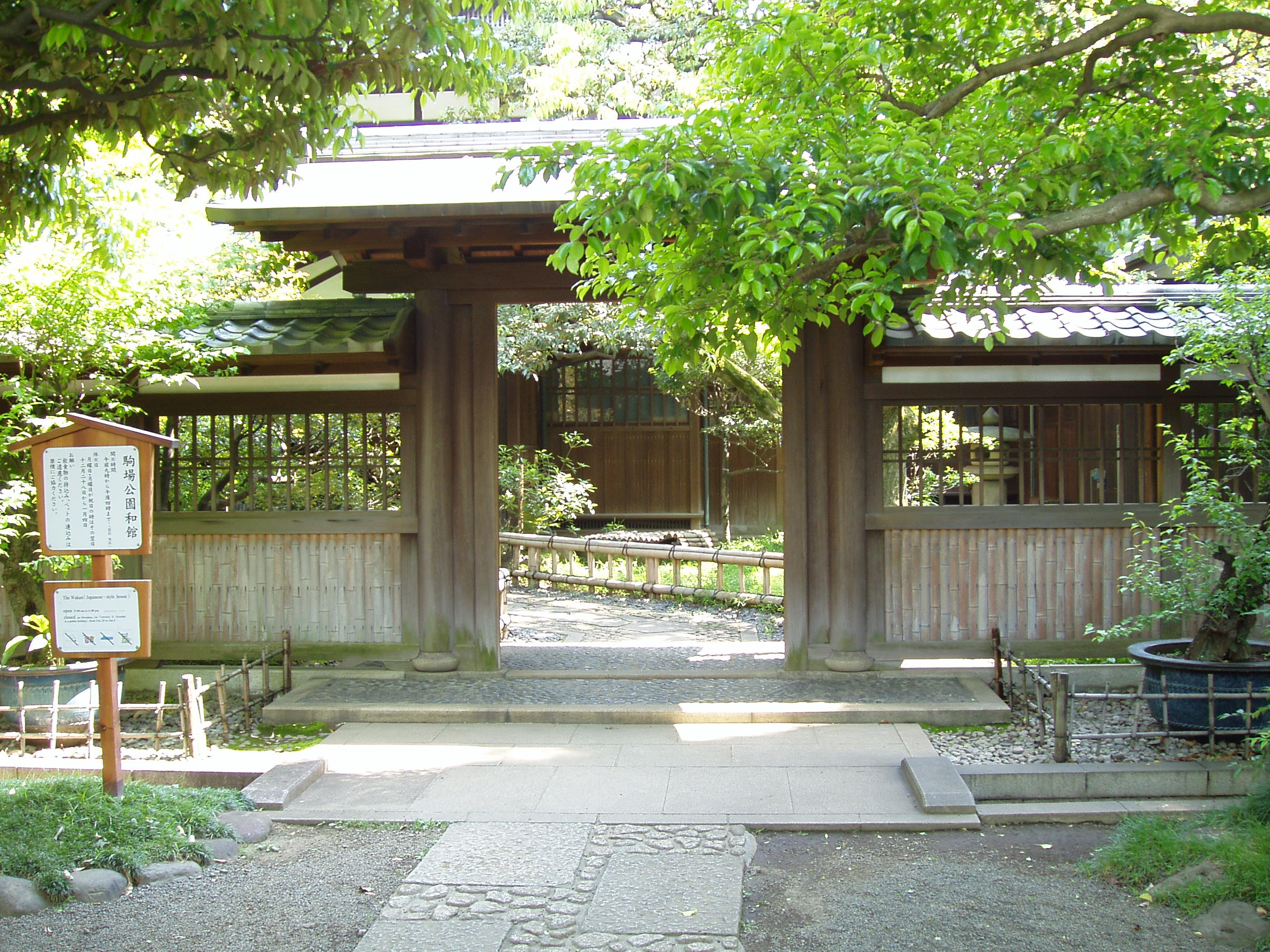
和館の門（2008年5月21日撮影）
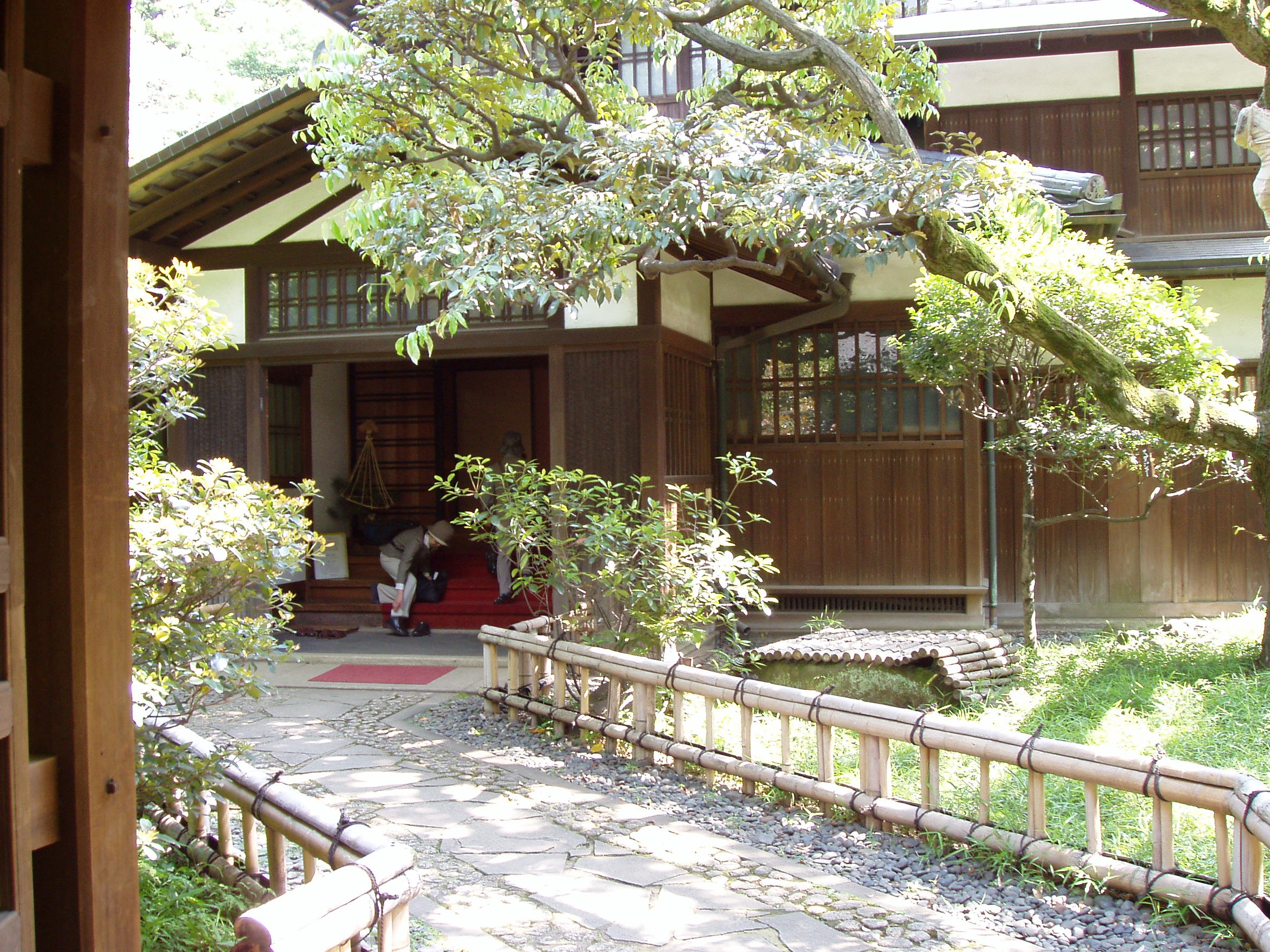
和館の玄関（2008年5月21日撮影）
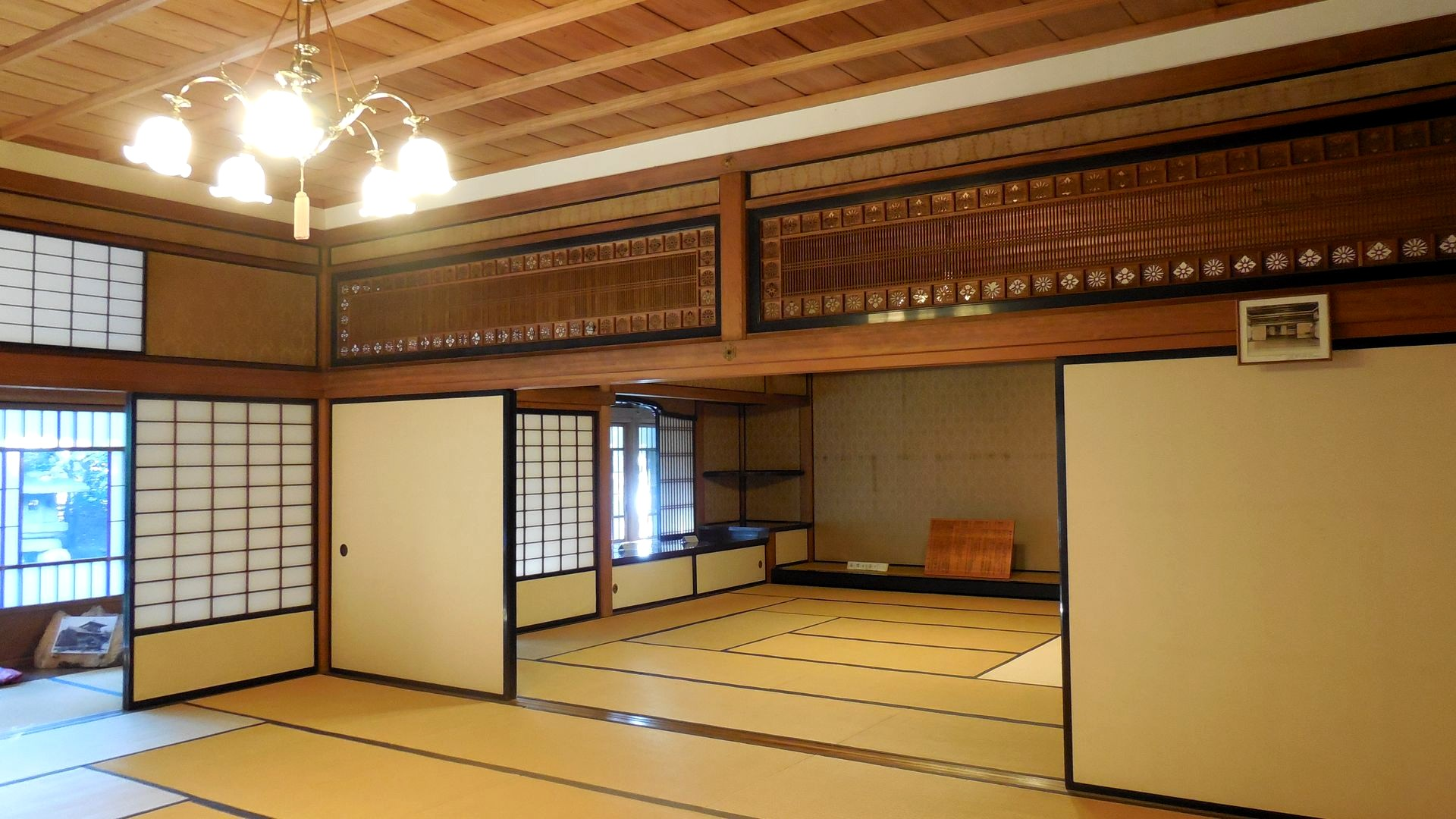
和館内部（1階客間）
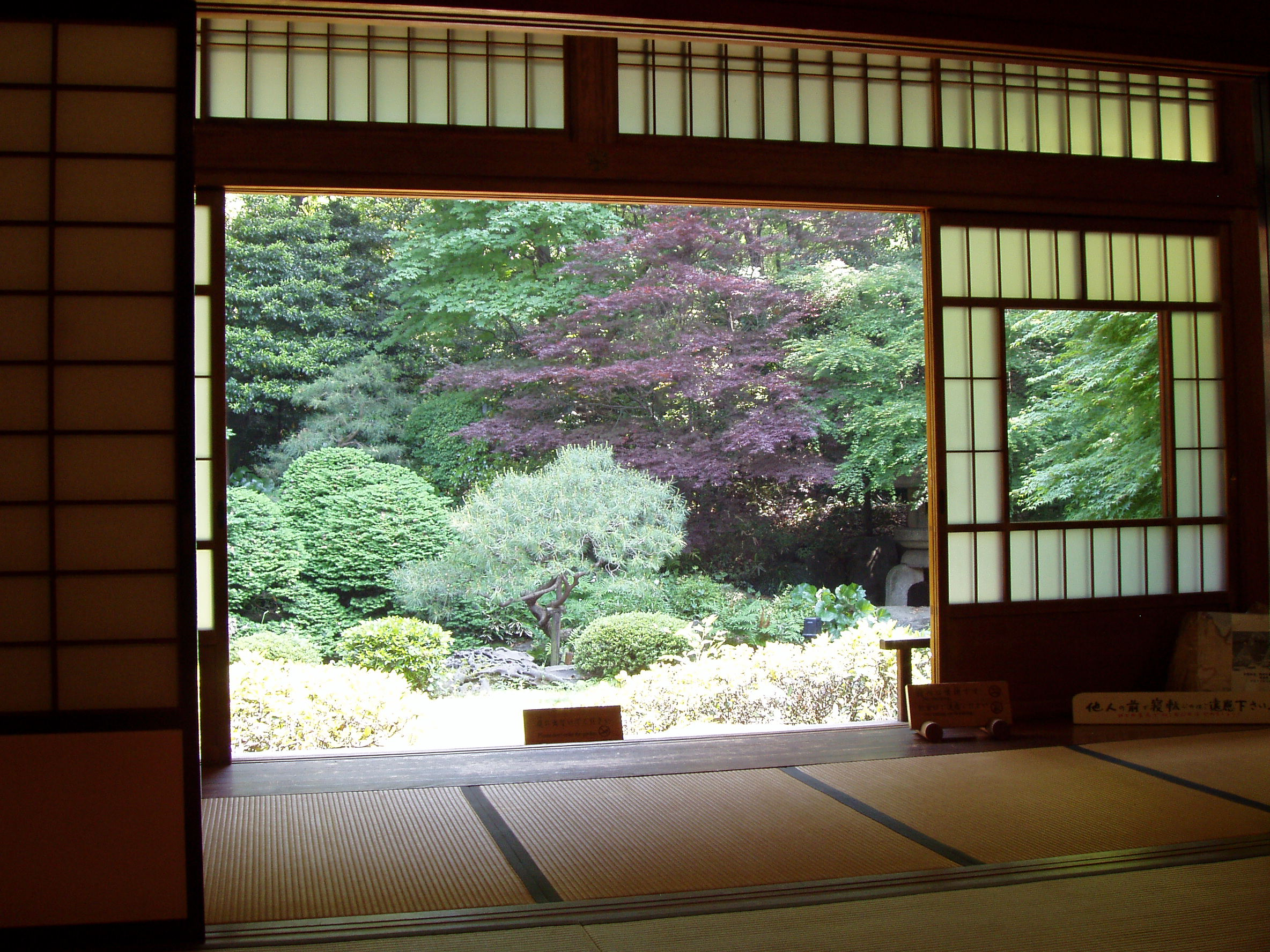
和館の庭（2008年5月21日撮影）

### 文化财指定
- 1991年（平成3年），西式馆以“旧前田侯爵邸洋馆”之名被指定为东京都有形文化遗产（建筑物）。
- 2008年，和馆及其他5栋建筑与土地被追加指定为东京都有形文化遗产，指定名称变更为“旧前田侯爵家驹场本邸”。
- 2013年，包括西式馆、和馆在内的8栋建筑及土地以“旧前田家本邸”之名被指定为国家重要文化遗产。

## 附近设施
- 东京大学驹场校区
- 日本民艺馆
- 驹场野公园

## 相关项目
- 前田育徳会（毗邻驹场公园。与旧前田家本邸西式馆同期、同设计师的建筑。）